# 大場牧夫
大場 牧夫（おおば まきお、1931年 - 1994年11月1日）は、日本の幼稚園教諭。

## 人物・来歴
茨城県生まれ。父は文化人類学者の大場千秋（のち茨城大学教授）。弟に保育学者の大場幸夫（大妻女子大学学長）がいる。茨城大学文理学部心理学科卒。1955年から桐朋幼稚園教諭を務める。1992年定年退職。

## 著書
- 『幼稚園時代 4-5才児のこころと生活』日本放送出版協会, 1971
- 『幼児教育の基本を考える』ひかりのくに, 1988.8
- 『新幼稚園教育要領「領域」を考える 実践への手がかりとして』ひかりのくに, 1989.6
- 『原点に子どもを 大場牧夫の保育論』建帛社, 1994.12
- 『表現原論 幼児の「あらわし」と領域「表現」 フィールドノートからの試論』 (新保育内容シリーズ)大場幸夫 編. 萌文書林, 1996.8

### 共編著
- 『幼児の教育全書 1 保育者の目』平井信義編 大場牧夫 [等]著 教育出版, 1973
- 『幼児の生活とカリキュラム』編著. フレーベル館, 1974.10
- 『これからの保育』全6巻 海卓子、平井信義、本吉圓子、森上史朗共著. フレーベル館, 1978.11
- 『幼児と社会 社会指導の理論と実際』 (6領域教育法シリーズ) 編. 相川書房, 1981.10
- 『幼稚園・保育所実習の主活動の選び方と設定の仕方』大場牧夫 [ほか]編著. 萌文書林, 1987.2
- 『子どもと音楽 第6巻 幼児・児童指導の手引き』木村信之、小川博久,沢崎真彦,大畑祥子共編 同朋舎出版, 1988.4
- 『幼稚園教育要領解説 平成元年告示』高杉自子, 森上史朗共編著. フレーベル館, 1989.6
- 『子どもと人間関係 人とのかかわりの育ち』 (新保育内容シリーズ) 大場幸夫、民秋言共著. 萌文書林, 1990.11
- 『幼稚園・保育所実習の活動の考え方と計画・展開の仕方 新版』飯田良治ほか共編著. 萌文書林, 1990.5
- 『人間関係 人とのかかわりに関する領域 新・幼稚園教育要領』 (新・保育内容研究シリーズ) 編著. ひかりのくに, 1990.6
- 『保育内容総論 保育内容の構造と総合的理解』 (新保育内容シリーズ) 大場牧夫 [ほか]編. 萌文書林, 1993.10
- 『子どもの「自由」って、なに?』平井信義共著. 世界文化社, 1993.7
- 『ごちそうラディッシュ はたけのあおむしとこどもたち』 (かがくのとも傑作集. わくわくにんげん) 舟橋全二絵. 福音館書店, 1994.3
- 『せんせい』 (かがくのとも傑作集. わくわくにんげん) 長新太え. 福音館書店, 1996.2
- 『子どもと人間関係 人とのかかわりの育ち 新訂』 (新保育内容シリーズ) 大場幸夫, 民秋言共著. 萌文書林, 2008.9
- 『保育内容総論 保育内容の構造と総合的理解 新訂』 (新保育内容シリーズ)民秋言,吉村真理子編,岡崎比佐子,児嶋雅典, 小林育子,舩田松代共著. 萌文書林, 2009.3